# Oligotrichum laevifolium
Oligotrichum laevifolium är en bladmossart som beskrevs av Thériot 1924. Oligotrichum laevifolium ingår i släktet Oligotrichum och familjen Polytrichaceae. Inga underarter finns listade i Catalogue of Life.